# Bom Sucesso do Sul
Bom Sucesso do Sul is een gemeente in de Braziliaanse deelstaat Paraná. De gemeente telt 3.075 inwoners (schatting 2009).